# Tatra T3R.PV
Tatra T3R.PV  — Очередная модификация трамвая Tatra T3 с заменой кузова Т3 на тип VarCB3 и модернизацией(заменой) оборудования, производившаяся на заводе Pragoimex. Из основных отличий по сравнению вагоном Tatra T3 (помимо нового кузова и новых дверей) можно отметить новую систему управления TV-Progress (ТрСУ) вместо РКСУ на вагоне Т3. Благодаря этому, модернизированный вагон имеет плавный ход и более экономно расходует электричество. Помимо этого был заменён мотор-генератор на статический преобразователь, а в кабине водителя появился климат-контроль. От вагона Tatra T3 остались тележки и двигатели, которые прошли ремонт.
Модернизированные вагоны эксплуатируются в Братиславе, Брно, Волгограде, Пльзене, Праге, Яблонеце-над-Нисоу и Харькове.

Модернизация Tatra T3R.PV для Волгограда.
Трамваи с заводскими номерами 79 (5836) и 80 (5837) были изготовлены специально для скоростного трамвая Волгограда в 2006 году. Поработав в 2007-2008 годах на трамвайном маршруте №10, в 2008 году вагоны начали свою работу на маршруте скоростного трамвая. Трамвайный вагон соответствует конструктивным критериям Волгоградского Метротрама, но без левых дверей (происходит так называемое «перекрещивание туннелей» — левый путь меняется на правый, а правый на левый, и трамвай оказывается слева, хотя на новых станциях движение правостороннее). На Волгоградские Tatra T3R.PV  установлена система АЛС-АРС, необходимая для допуска к эксплуатации на линии скоростного трамвая в Волгограде.

## Недостатки
- Высокий уровень пола.

- В данных трамваях летом температура воздуха может достигать до 22° из-за отсутствия кондиционеров, а форточки и люки в потолке мало чем спасают.
- Двери прислонно-сдвижного типа, с шарнирно-поворотными и складными дверьми были не раз зафиксированы случаи, когда люди выпадали из трамвая. Но даже в новых трамваях может заесть дверная аппаратура и он может поехать, не закрыв дверь.
- Двери только с одной стороны.

## Преимущества
- Кабина водителя была увеличена по сравнению с другими вагонами модификации Tatra T3.
- Система управления ТрСУ (меньше электропотребление).
- Установлен статический преобразователь.
- Возможность самодиагностики неисправностей.